# Miss Zimbabwe
Miss Zimbabwe è il titolo con il quale vengono identificate le rappresentanti dello Zimbabwe nei concorsi di bellezza internazionali come Miss Mondo e Miss Universo. Ad oggi il miglior risultato ottenuto dallo Zimbabwe è stato il quarto posto a Miss Mondo di Angeline Musasiwa nel 1994.

## Albo d'oro

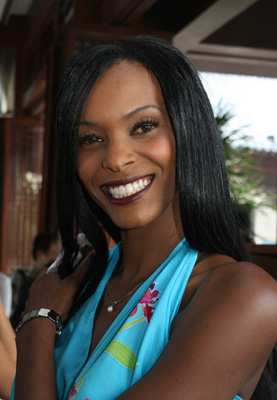
Miss Zimbabwe 2007, Caroline Marufu.

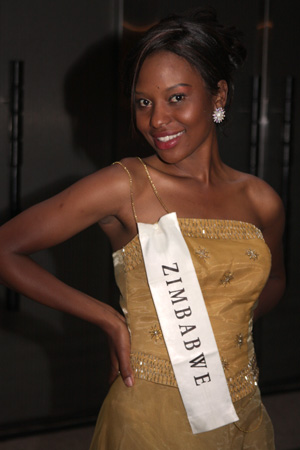
Miss Zimbabwe 2008, Cynthia Muvirimi.

| Anno | Miss Universo           | Miss Mondo           | Miss Terra |
| ---- | ----------------------- | -------------------- | ---------- |
| 1980 | Shirley Nyanyiwa        |                      |            |
| 1981 | Juliet Nyathi           |                      |            |
| 1982 | Caroline Murinda        |                      |            |
| 1993 | Karen Amanda Stally     |                      |            |
| 1994 | Angeline Musasiwa       |                      |            |
| 1995 | Dionne Best             |                      |            |
| 1996 | Nomsa Ndiweni           |                      |            |
| 1997 | Una Patel               |                      |            |
| 1998 | Annette Kambarami       |                      |            |
| 1999 | Brita Maseluthini       |                      |            |
| 2000 | Victoria Moyo           |                      |            |
| 2001 | Nokhuthula Mpuli        | Tsungai Muskwakwenda |            |
| 2002 | Linda van Beek          |                      |            |
| 2003 | Phoebe Monjane          |                      |            |
| 2004 | Oslie Muringai          |                      |            |
| 2006 | Lorraine Maphala        |                      |            |
| 2007 | Caroline Marufu         |                      | Nyome Omar |
| 2008 | Cynthia Muvirimi        |                      |            |
| 2009 | Vanessa Sibanda         |                      |            |
| 2010 | Samantha Tshuma         |                      |            |
| 2011 | Malaika Maidei Mushandu |                      |            |
| 2012 | Bongani Dhlakama        |                      |            |
| 2013 | Thabiso Phiri           |                      |            |
| 2014 | Tendai Hunda            |                      |            |
| 2015 | Emily Kachote           |                      |            |